# مركز الملك عبد العزيز للخيل العربية الأصيلة
مركز الملك عبد العزيز للخيل العربية الأصيلة هو مركز يهتم في إنتاج الخيل وتحسين صفاتها مع استمرار المحافظة على الخيل العربية والخيل السعودية القديمة التي ترجع إلى الأنساب المعروفة بالجزيرة العربية، وهو الأول في العالم في تسجيل المواليد للخيل العربية الأصيلة في العالم لعام 2016م بعدد (3137) رأسًا من الخيل.

## التأسيس

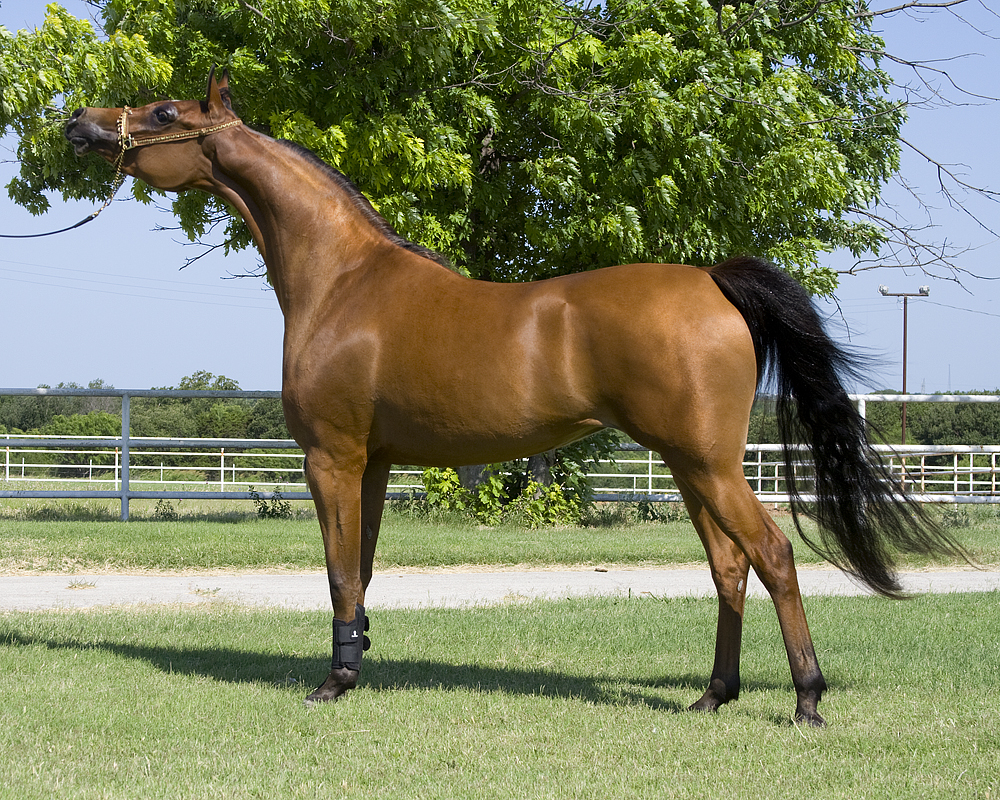
حصان عربي

أُنشئ المركز في عام 1384هـ، ووُضعت الخيل العربية الأصيلة التابعة للأسرة الملكية في المركز، وكان اسمه (مركز الخيل العربية بديراب)، وفي عام 1418 هـ أقيم العرض الوطني الثاني للخيل العربية الأصيلة تحت رعاية خادم الحرمين الشريفين الملك عبد الله بن عبد العزيز آل سعود، وصدر الأمر السامي بتغيير مسمى المركز من مركز الخيل العربية بديراب إلى (مركز الملك عبد العزيز للخيل العربية الأصيلة بديراب)؟

## الموقع
يقع مركز الملك عبد العزيز للخيل العربية الأصيلة في ديراب، وهي منطقة زراعية قريبة من الرياض من جهة الجنوب الغربي بحوالي(35) كيلو وتبلغ مساحة المركز بما يقارب مليون متر مربع ويقدر عدد الخيل بالمركز ما يقارب (297) رأس من الخيل وعدد الملاك المسجلين في المركز (8200) مالك وعدد الخيل المسجلة في المركز حتى تاريخ 31-05-2018م (28360) خيل.

## خدمات المركز
- المركز مختص بتسجيل الخيل العربية في المملكة العربية السعودية وهو يمثل المملكة في المنظمات .
- يقوم المركز بمتابعة المواليد والخيل المستوردة في جميع مناطق المملكة لتطبيق النظم الدولية لتسجيلها ويقوم بالتنسيق معهم في وسائل تطوير التربية والإنتاج
- رعاية الخيل العربية الخاصة بالدولة وهي موجودة حالياً بالمركز وجميع مايتبعها من خدمات تغذية ورعاية بيطرية وزراعة الأعلاف اللازمة والتدريب وإقامة عروض جمال الخيل العربية
- تقديم المشورة والآراء الفنية للمهتمين بالخيل العربية الأصيلة.
- التنسيق مع المنظمات الدولية في وضع الخطط والبرامج لأنظمة المعلومات وأنظمة التصدير والاستيراد والتوثيق الرسمي.
- إصدار شهادات تسجيل الخيل العربية في المملكة وإصدار سجل الأنساب للخيل العربية بشكل دوري وجوازات السفر للخيل العربية.
- وضع خطط الإنتاج للخيل العربية بالمركز والمحافظة على السلالات والأنساب النادرة والمحافظة على النواحي التاريخية.
- يقوم المركز باستقبال الزوار والمهتمين بالخيل العربية وكبار المسئولين بالدولة وكذلك الزوار الرسميين والسفراء وأعضاء السلك الدبلوماسي، ويتم عمل عروض للخيل العربية من إنتاج المركز لإطلاعهم
- المشاركة في المهرجانات الوطنية مثل المهرجان الوطني للتراث والثقافة بالجنادرية والأنشطة الرياضية الخاصة بالفروسية.
- يشرف المركز على مسابقات جمال الخيل العربية الأصيلة اللتي يقيمها القطاع الخاص.

## أهداف المركز
1. عمل التوثيق اللازم للحفاظ على نسب الخيل العربية.
2. وضع السبل وطرق الرعاية الصحيحة للخيل العربية الأصيلة.
3. إقامة الأنشطة للخيل العربية بأنظمة وقوانين دولية.
4. المشاركة في تقديم التوعية والإرشاد لمالك الخيل.